# المنطقة 52
منطقة اختبار تونوباه (بالإنجليزية: Tonopah Test Range)‏ وتسمى المنطقة 52 وعلى بعد 70 ميل (110 كـم) شمال غرب بحيرة جروم موطن منطقة 51 منشأة. وهو منشأة عسكرية سرية للغاية ومقيدة تابعة لوزارة الدفاع الأمريكية، ونطاق (اقرأ الملاحظة في الأسفل) لاختبار الأسلحة النووية التابع لوزارة الطاقة الأمريكية.
في أوائل القرن العشرين، استخدمت المنطقة للتعدين وبعض الرعي. تم سحب نطاق اختبار تونوباه من الاستخدام العام في عام 1956 وبدأ الاختبار في عام 1957 لبرامج أسلحة وزارة الطاقة الأمريكية.

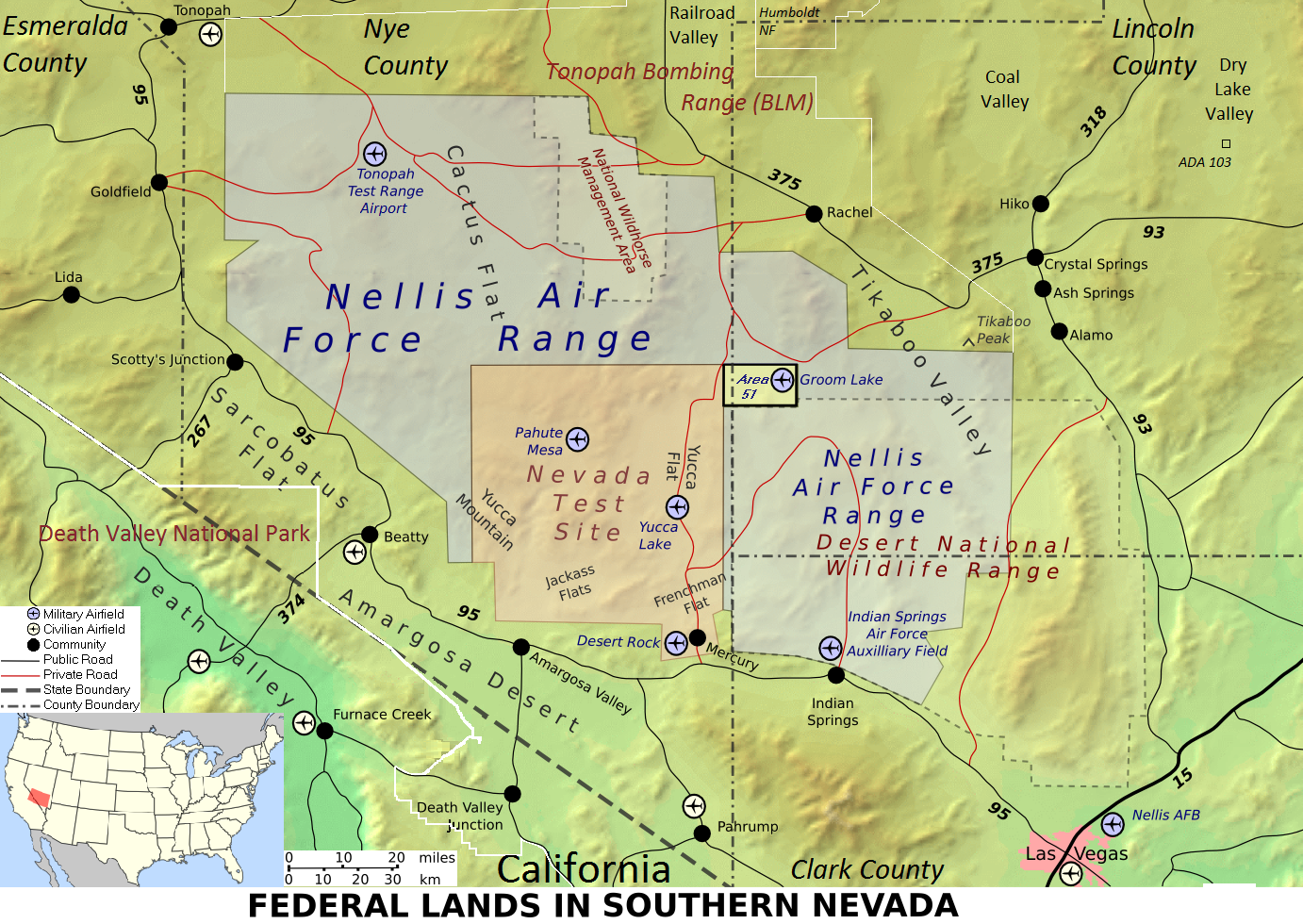